# Усть-Барандат
Усть-Барандат — деревня в Тисульском районе Кемеровской области. Входит в состав Большебарандатского сельского поселения.

## География
Центральная часть населённого пункта расположена на высоте 207 метров над уровнем моря.

## Население
По данным Всероссийской переписи населения 2010 года, в деревне Усть-Барандат проживает 100 человек (53 мужчины, 47 женщин).